# Precis africana
Precis africana är en fjärilsart som beskrevs av Richelmann 1913. Precis africana ingår i släktet Precis och familjen praktfjärilar. Inga underarter finns listade i Catalogue of Life.